# Ivana Franka, Polohî
Ivana Franka (în ucraineană Івана Франка) este un sat în comuna Polohî din raionul Polohî, regiunea Zaporijjea, Ucraina.

## Demografie
Componența lingvistică a localității Ivana Franka
     Ucraineană (88,46%)
     Rusă (11,54%)
Conform recensământului din 2001, majoritatea populației localității Ivana Franka era vorbitoare de ucraineană (88,46%), existând în minoritate și vorbitori de rusă (11,54%).